# Martin-Luther-Kirche (Oberwiesenthal)
Die Martin-Luther-Kirche in Oberwiesenthal ist eine neugotische Hallenkirche im sächsischen Erzgebirge. Sie entstand 1863–1866 anstelle zweier Vorgängerbauten.

## Geschichte
Ein Gotteshaus wurde im 16. Jahrhundert genau auf der Gemarkungsgrenze der Orte Oberwiesenthal und Unterwiesenthal errichtet. Die zuerst vorhanden gewesene Kapelle in Niederwiesenthal (später als Unterwiesenthal bezeichnet) in der Nähe des im 19. Jahrhundert angelegten Bahnübergangs wurde dadurch überflüssig und abgerissen.
Weil diese Fachwerkkirche einerseits bald baufällig und andererseits für die wachsende Bevölkerung bald zu klein geworden war, baute die Kirchengemeinde 1665–1669 eine steinerne Stadtkirche an gleicher Stelle. Diese bestand aus einem hohen Kirchenschiff, mit einem Satteldach und Dachgauben abgeschlossen, und einem Westturm mit quadratischem Grundriss, der bereits zuvor mit Unterbrechungen zwischen 1642 und 1658 errichtet worden war. Der Stadtbrand des Jahres 1862 zerstörte das Kirchengebäude, das danach vollständig abgetragen wurde.

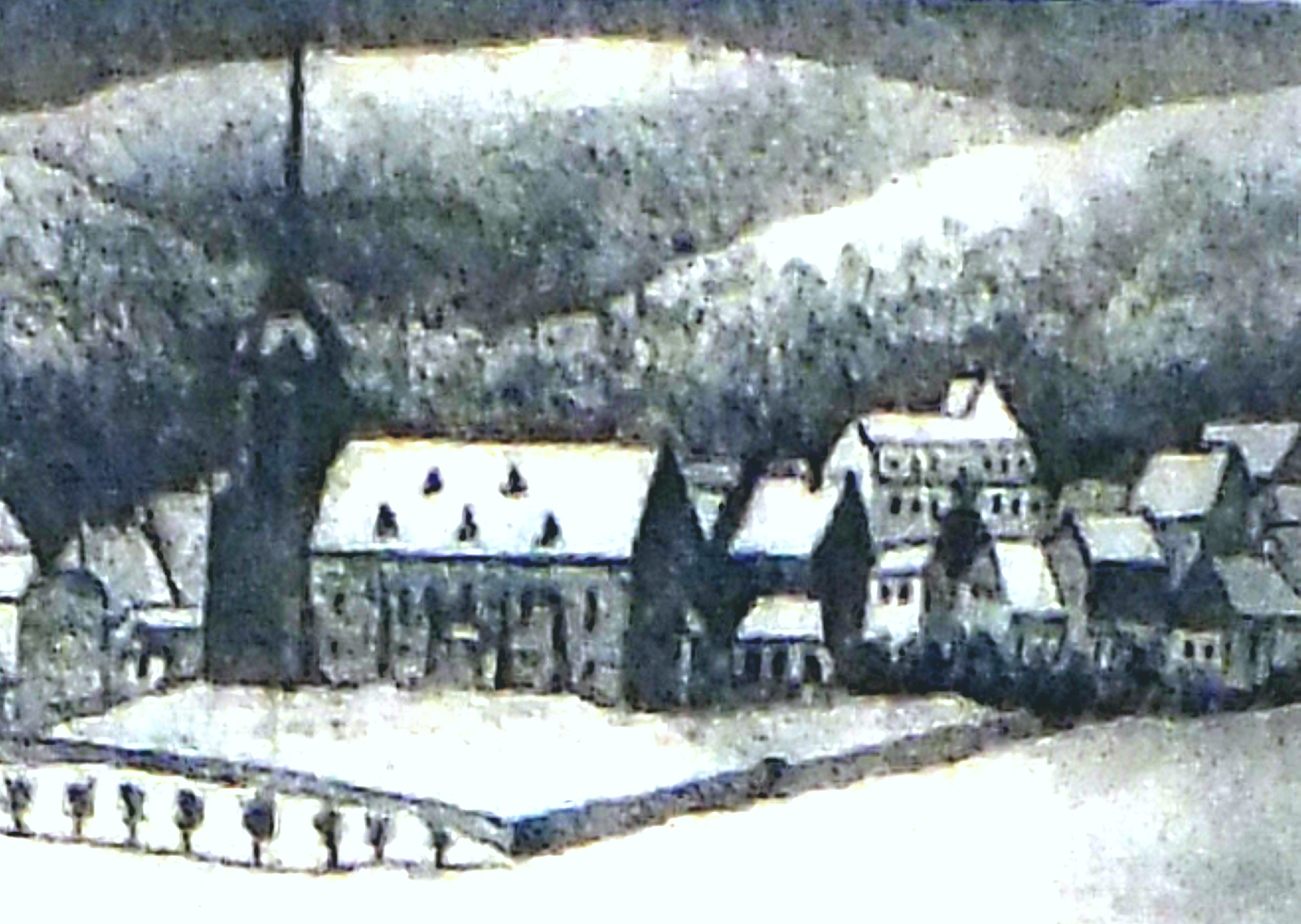
Ansicht der zweiten Stadtkirche, etwa Anfang 19. Jahrhundert

Der Architekt Carl Wendler aus Zschopau fertigte die Baupläne für ein neues Kirchengebäude, das unter seiner Aufsicht von 1863 bis 1866 auf den alten Grundmauern entstand.
Aus Anlass der 400-Jahr-Feier des Ortes Oberwiesenthal weihte der sächsische Landesbischof Ludwig Ihmels die frisch renovierte und in Teilen nach Plänen des Architekten Woldemar Kandler umgebaute Kirche am 14. August 1927 auf den Namen Martin Luther neu ein. Eine weitere umfassende Renovierung erfuhr das Kirchengebäude im Jahr 1977, als die Stadt ihr 450-jähriges Bestehen feierte. Die bauliche Ausgestaltung hat sich seitdem nicht wesentlich geändert.
Im Jahr 2000 gründete sich ein Förderverein zum Erhalt der Kirche. Er sammelte Spenden, organisierte Konzerte und Benefizveranstaltungen, um die wiederum notwendige Sanierung und auch Modernisierung finanzieren zu können. Seither sind folgende Erhaltungsmaßnahmen durchgeführt worden:
- 2002: Erneuerung des Dachstuhls und der Dacheindeckung, Restaurierung der Fialen und des Turmkreuzes am bzw. auf dem Kirchendach
- 2003: Trockenlegung des Kirchenschiffs, Erneuerung des Außenputzes, neuer Farbanstrich im Kirchenschiff und in der Sakristei, Restaurierung der Bleiglasfenster und teilweiser Einbau von Schutzverglasungen, Erneuerung von Zwischenpfeilern an den Emporenfenstern, teilweise Neuanfertigung von Maßwerkteilen, Sanierung der Friese und Gesimse

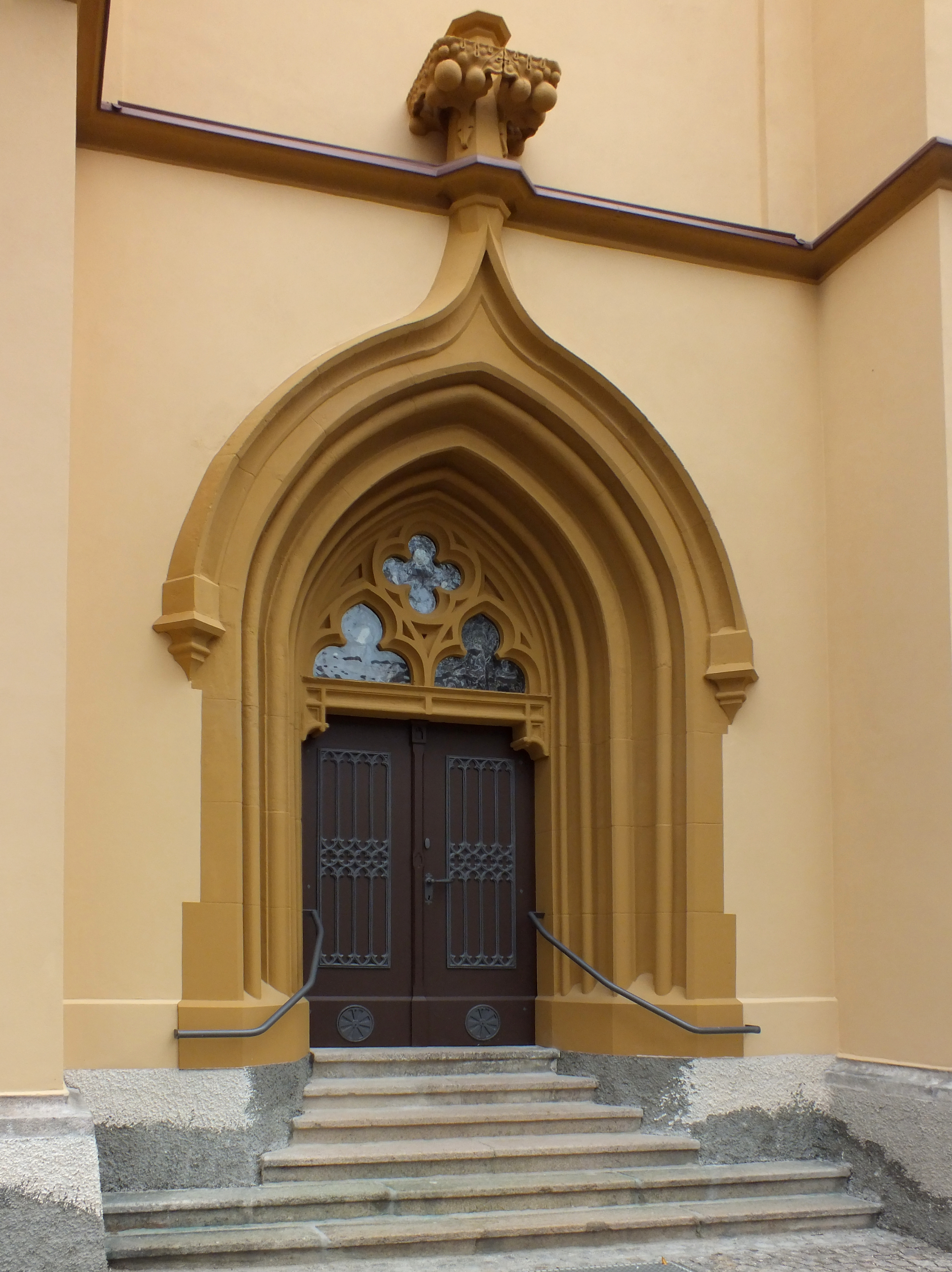
Portal, Zustand November 2014

- 2004–2006: Erneuerung des Sakristeidachs, Rekonstruktion der Außentreppe am Hauptportal.
- 2008: Errichtung eines neuen Dachs zwischen Kirchenschiff und Kirchturm
- 2009/2010: Restaurierung der Orgel, für die rund 47.000 Euro aufgebracht wurden, und Wiedereinweihung am 17. Oktober 2010
- 2013: Wiederherstellung von Treppen und Zwischenböden im Kirchturm. Aufhängung neuer Glocken, die in der Glockengießerei Grassmayr in Innsbruck im Auftrag der Kirchengemeinde gegossen worden waren. Einläuten am Reformationstag 2013
- 2014: komplette Sanierung des Kirchturms mit neuem Außenputz, neuem Turmdach, Erneuerung des Glockenstuhls, der Läutetechnik und der Fenster im Aufgang.[1] Die Sanierung einschließlich des Gusses der neuen Glocken verschlang rund 900.000 Euro, von denen der Bund einen größeren Betrag als Fördermittel bereitstellte. Mit den Arbeiten waren das Ingenieurbüro Jens Schumann aus Chemnitz und der Architekt Olaf Rümmler befasst, der auch als regionaler Baupfleger der evangelischen Landeskirche Sachsen tätig ist.[4]

## Architektur

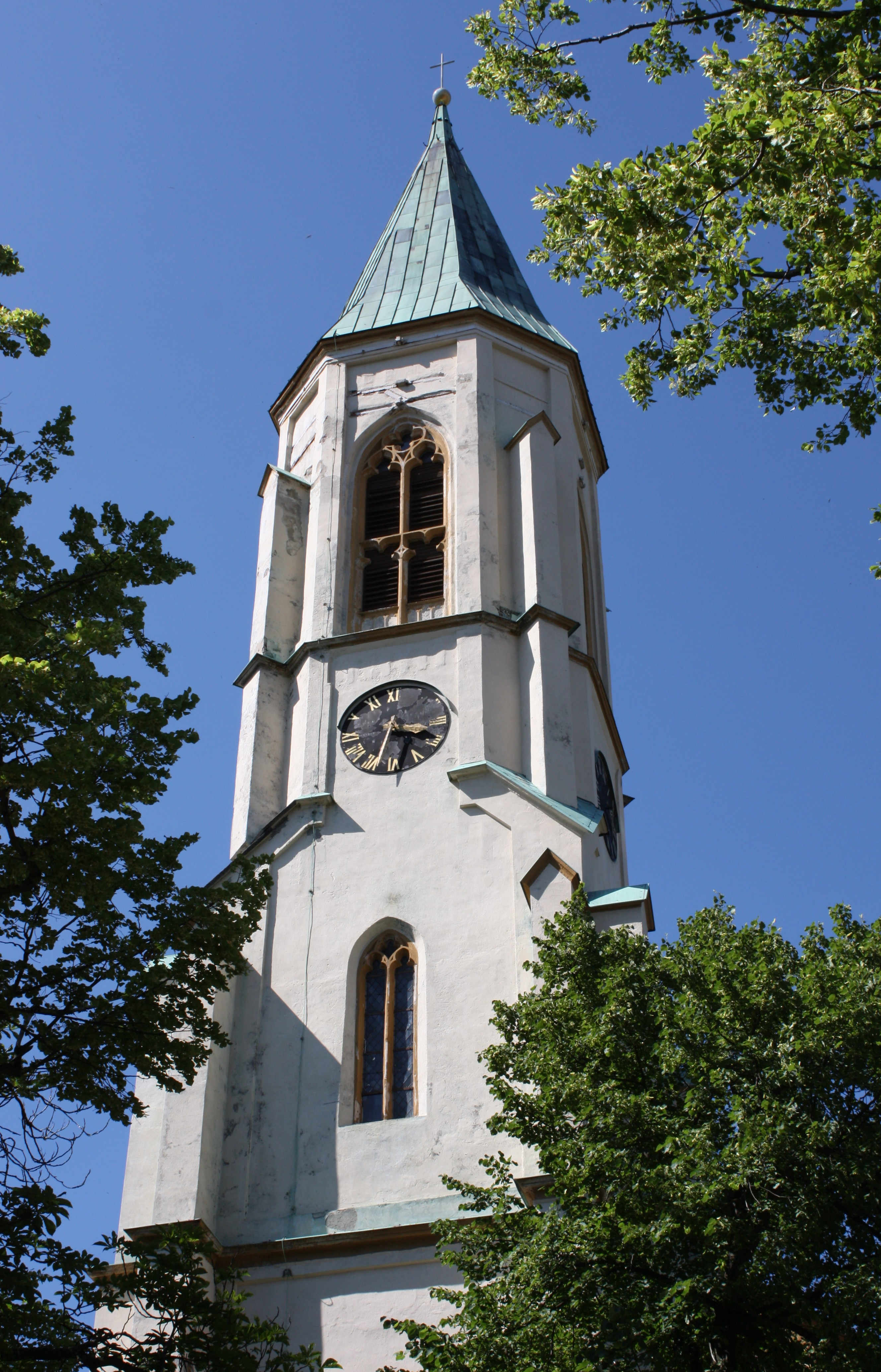
Kirchturm

Der Putzbau im Stil der Neugotik ist mit einem eingezogenen, dreiachtelgeschlossenen Chor auf der Nordseite und einem südlich angebauten Kirchturm versehen.
Die Länge und Breite des Kirchengebäudes incl. Turm sind grob aus Google Earth abgeschätzt worden.

## Ausstattung

### Gewölbe und Empore
Das dreischiffige Innere der Kirche wird von einem Kreuzrippengewölbe überspannt. Über dem Chor befindet sich ein Sternengewölbe. Entlang der Ost-, Süd- und Westwand verläuft eine eingeschossige Empore.

### Altar, Kanzel, Fenster

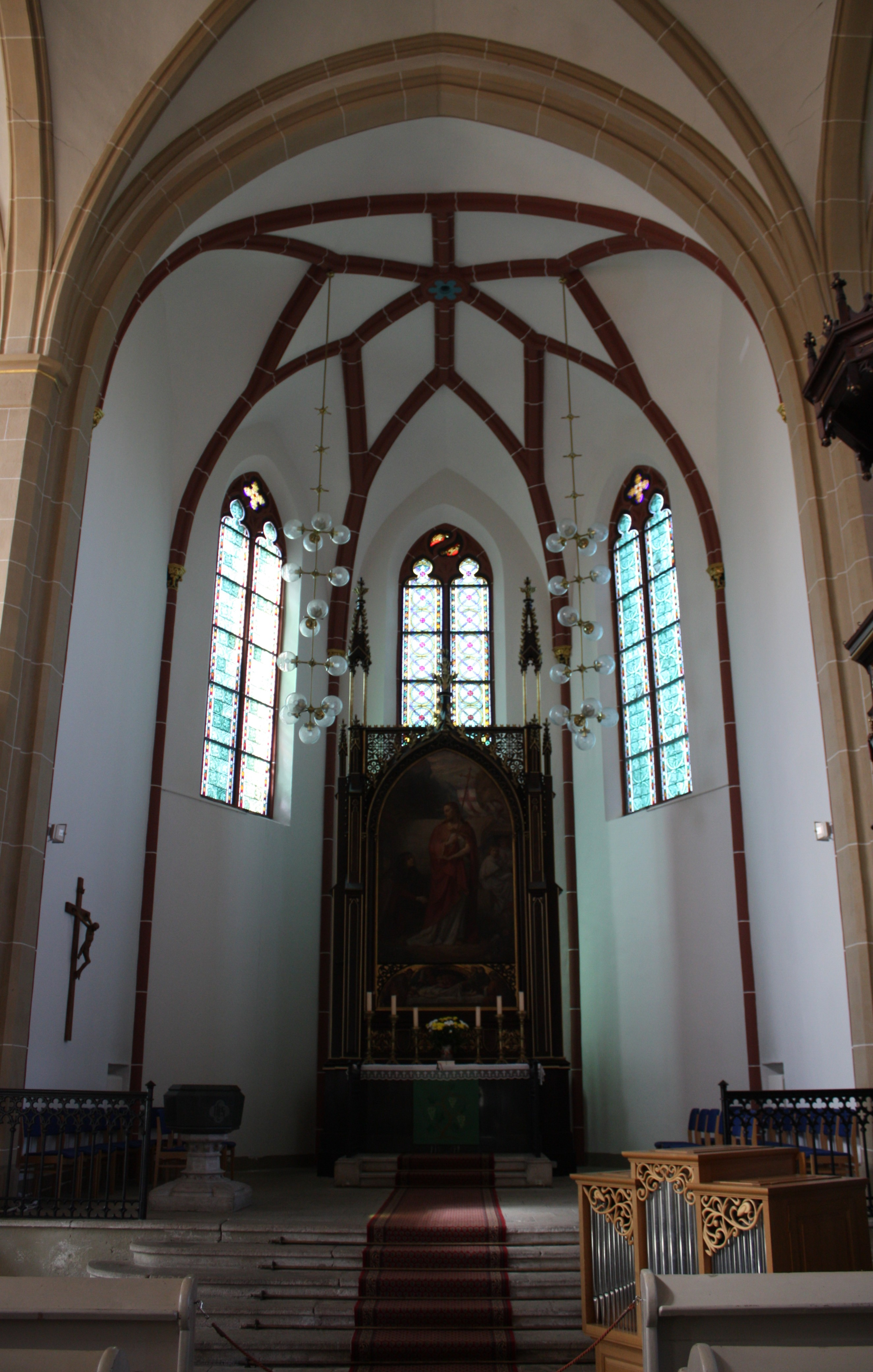
Chor und Altarplatz

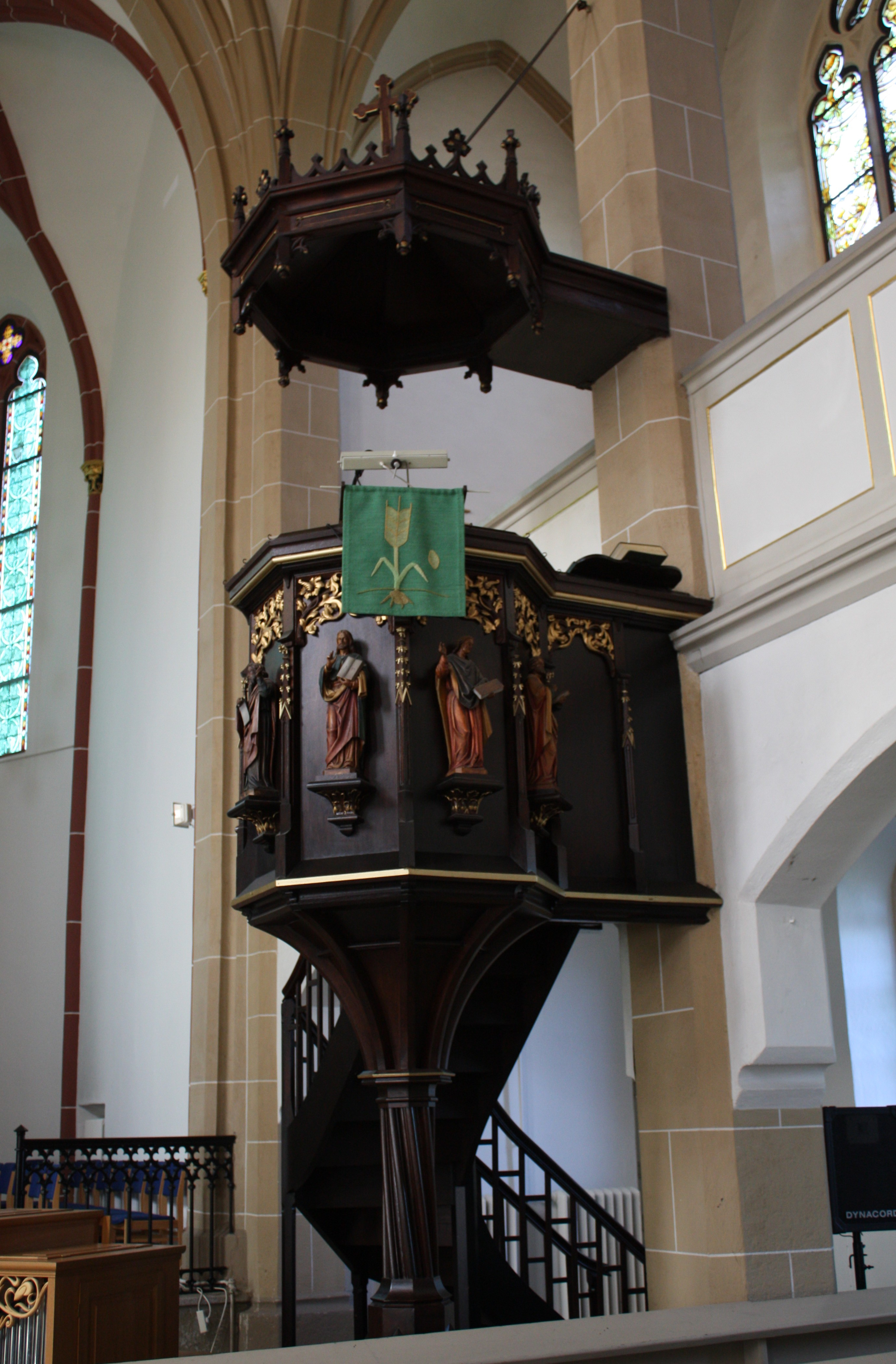
Kanzel

Der Altar besteht aus Zöblitzer Serpentin und trägt ein Gemälde des Dresdner Historienmalers Andreae, das 1869 enthüllt wurde. Es zeigt die Bibelszene „Maria von Magdala begegnet dem Auferstandenen“.
Die Kanzel ist ein aus dunklem Holz geschnitztes Kunstwerk, um deren Korb die Apostel angeordnet sind. Sie ist mit einem aus dem gleichen Material geschnitzten Schalldeckel versehen.
Die Buntglasfenster an den Längsseiten mit Szenen aus dem Neuen Testament und der Kirchengeschichte wurden 1899/1900 nach Entwürfen des Leipziger Künstlers Erhard Ludewig Winterstein in seiner Werkstatt gefertigt und dann in der Stadtkirche Oberwiesenthal eingebaut. In einem Fenster wurde später ein Porträt von Martin Luther eingearbeitet.

### Orgel und Geläut
Die 1866 vollendete Orgel stammt aus der Werkstatt von Johann Gotthilf Bärmig. Im Jahr 1964 wurde die damals fast einhundertjährige Orgel durch größere Eingriffe in ihrem Klang wesentlich verändert. Danach erfolgte nur noch in den 1970er Jahren eine Wartung, so dass die Spielbarkeit bis zum Ende des Jahrhunderts sich stetig verschlechterte. Die Gemeinde schloss daraufhin im Jahr 2008 mit der Orgelbaufirma Georg Wünning aus Großolbersdorf einen Vertrag über eine komplette Überholung. Die Restaurierung begann im August 2009: die Pfeifen wurden ausgebaut und gereinigt, vier neue Register wurden angefertigt und gegen die nicht zur Bärmig-Orgel gehörenden 1970er ausgetauscht. Schließlich erhielt das Instrument neue Prospektpfeifen aus Zinn.
Die ersten bronzenen Kirchenglocken aus dem 19. Jahrhundert mussten zu Teilen in den beiden Weltkriegen abgeliefert werden. Die verbliebene Glocke mit der Inschrift wurde 2013 durch drei neu gegossene ersetzt. Sie sind mit folgenden Bibelsprüchen verziert:
„Seht, welche Liebe hat uns der Vater erwiesen / dass wir Gotteskinder heißen sollen.“
„Ich bin die Auferstehung und das Leben. Wer an mich glaubt, der wird leben – auch wenn er stirbt.“
„Da wir nun gerecht geworden sind, durch den Glauben haben wir Frieden mit Gott unseren Herrn Jesus Christus.“

### Weiteres

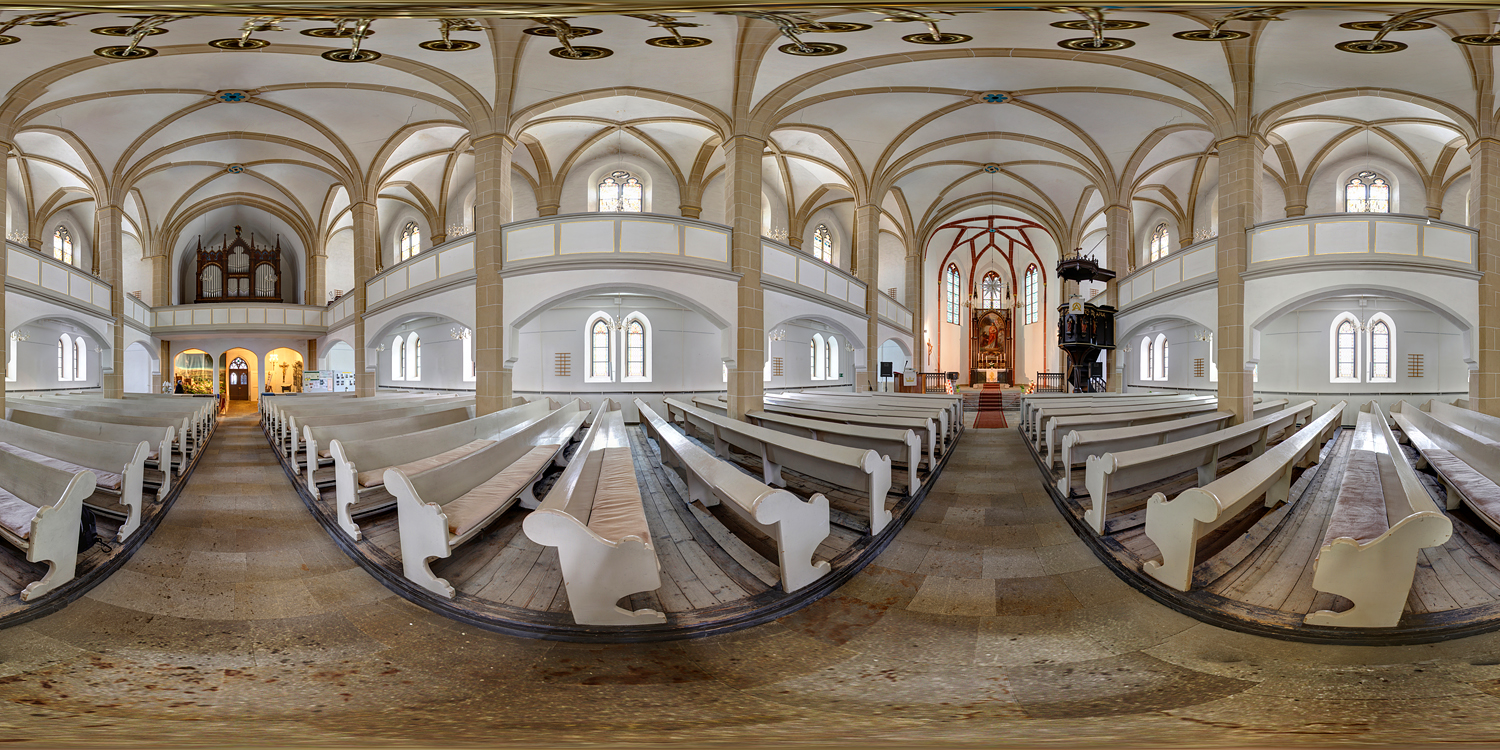
B380°-H180°-Gesamtansicht des Innenraums

Aus der Vorgängerkirche sind zwei Kronleuchter erhalten geblieben und nach Restaurierung im Kirchenschiff aufgehängt worden.
Im Inneren wird nördlich des Portals, das im Turm eingelassen ist, jährlich zwischen Dezember und dem folgenden Februar die „Oberwiesenthaler Weihnachtskrippe“ ausgestellt, die der einheimische Maler und Schnitzer Christian Karl Friedrich Hertelt im Jahr 1896 vollendete. Sie ist im Originalzustand erhalten.
Ein Taufbecken aus schwarzem Kunststein steht neben dem Altarbereich.
Die Oberwiesenthaler Krippe ist vom 1. Advent bis Ende Februar in der Martin-Luther-Kirche zu Oberwiesenthal zu sehen.

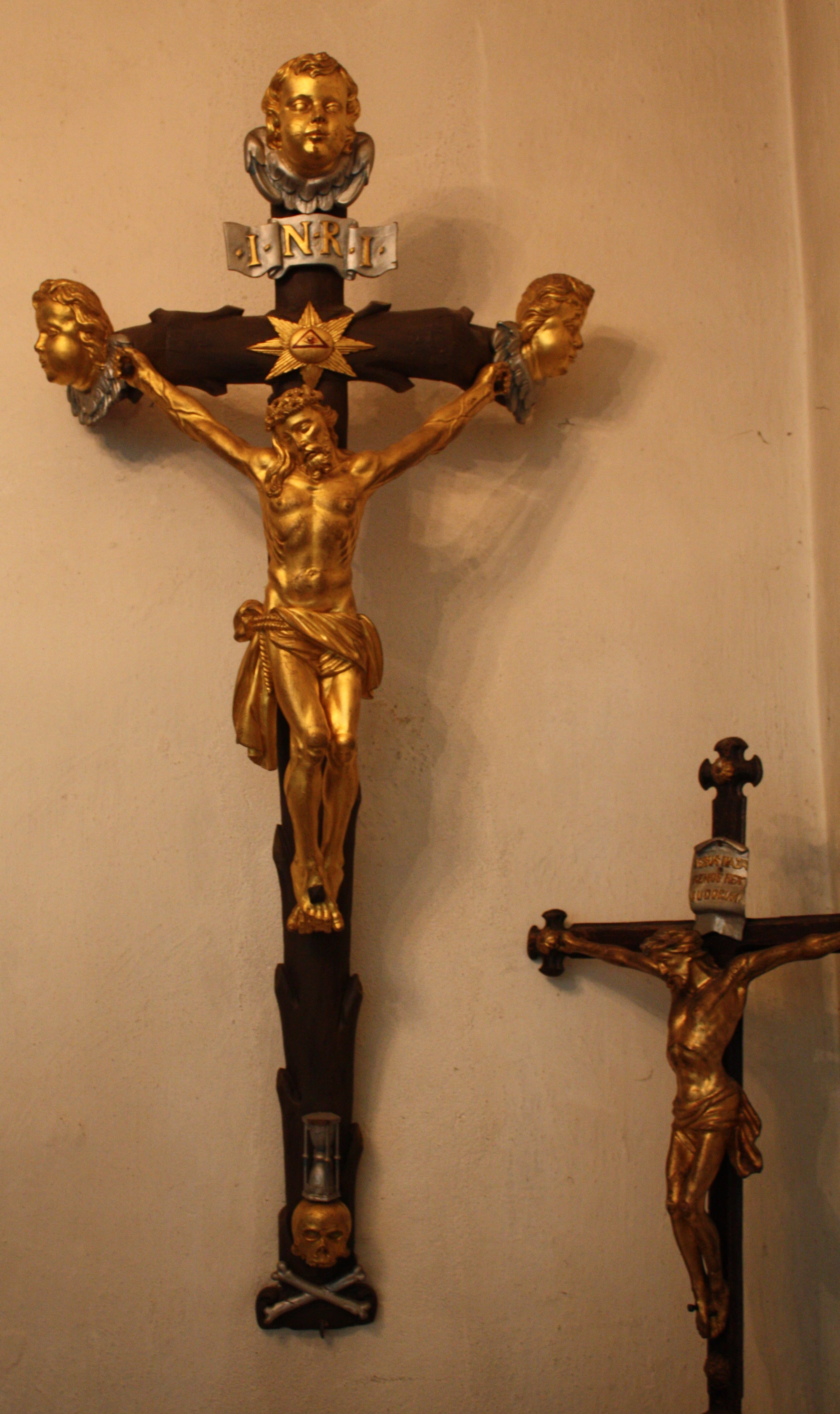
Kruzifixe im Vorhaus
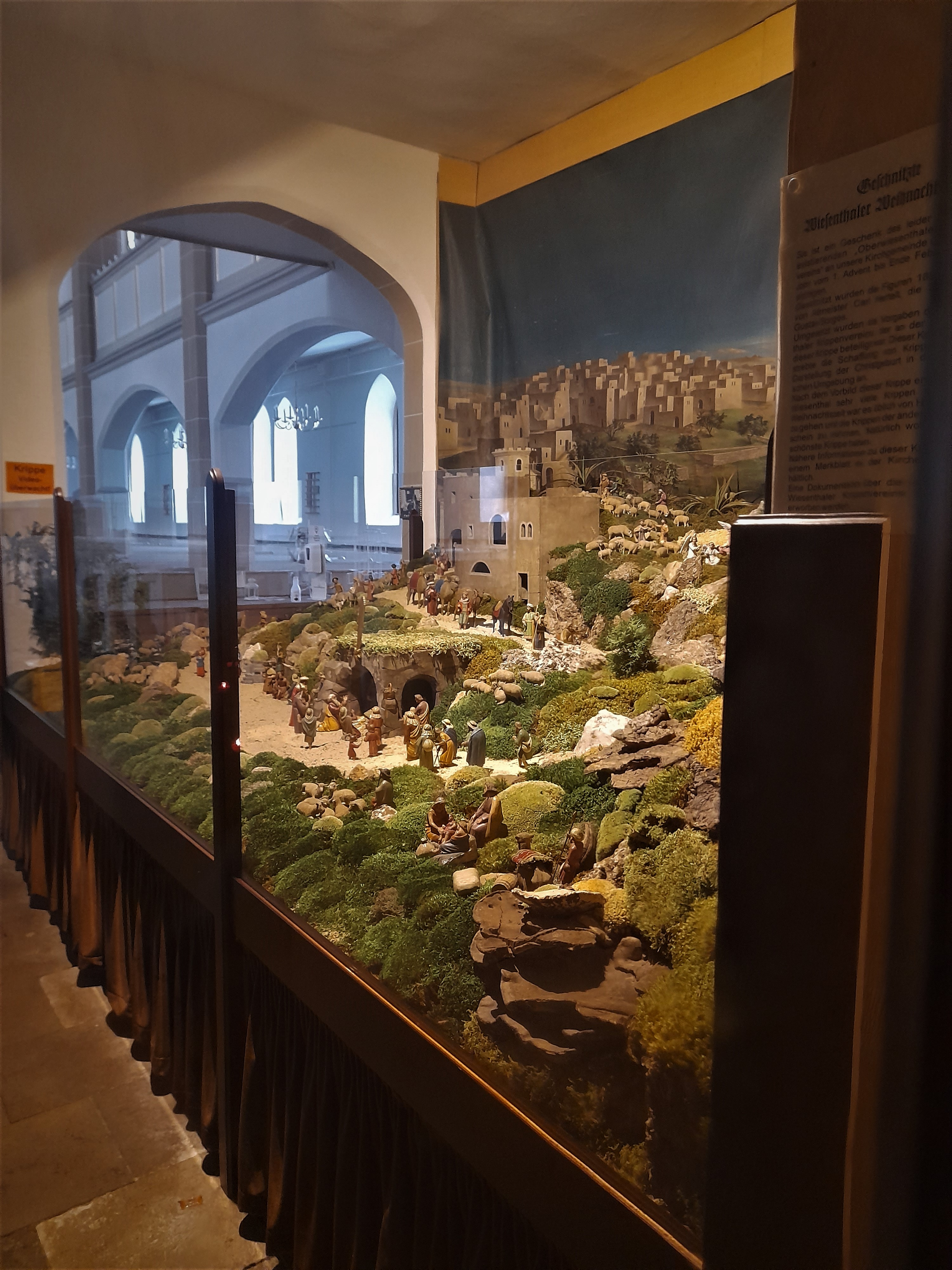
Oberwiesenthaler Weihnachtskrippe (Hertelt) in der Oberwiesenthaler Kirche
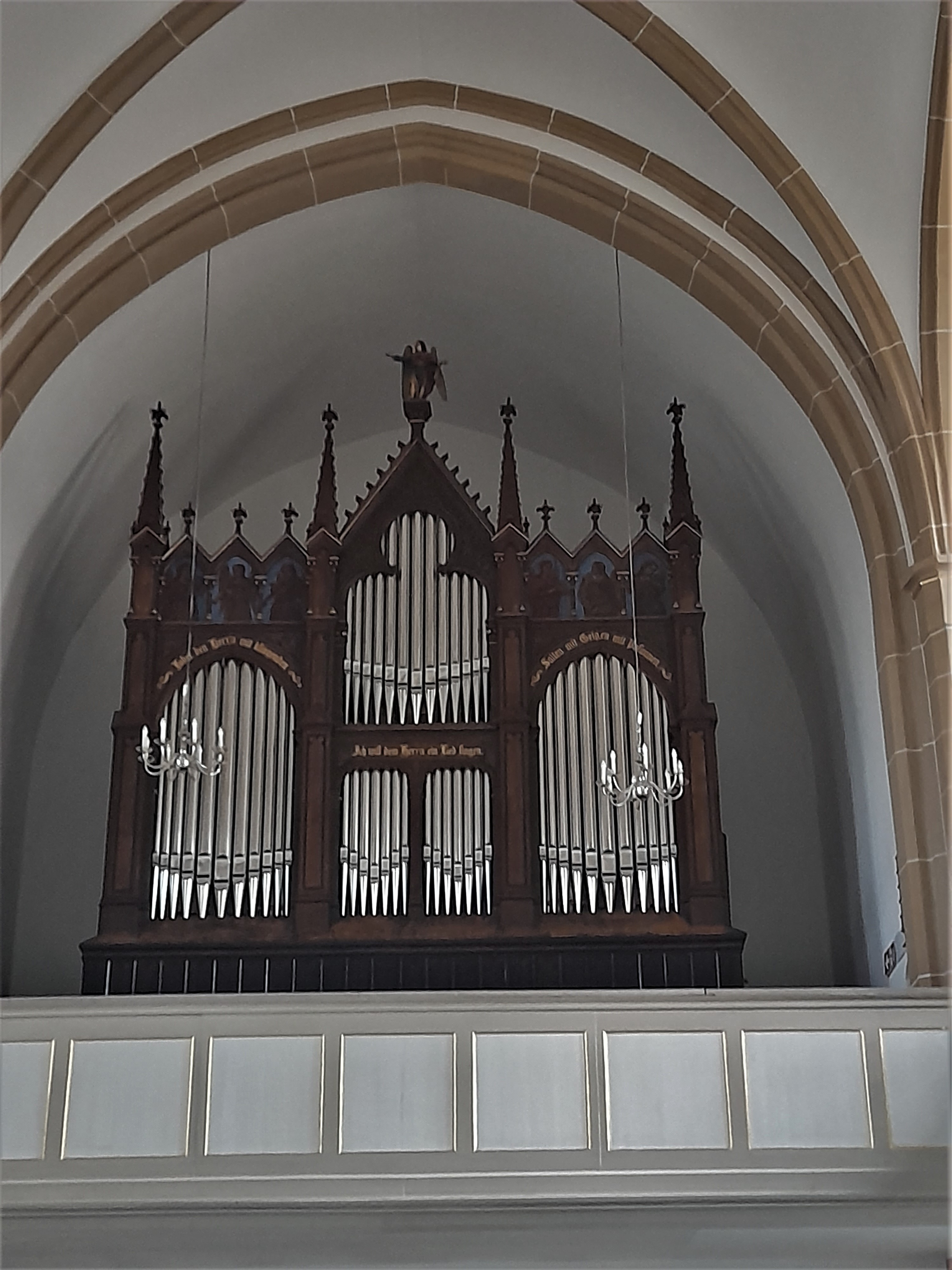
Martin-Luther-Kirche (Oberwiesenthal), Orgel